# スノー (ミュージシャン)
スノー（Snow、1969年10月30日 - ）は、カナダ出身のレゲエミュージシャンである。

## 略歴
カナダ・オンタリオ州トロント出身。本名はダリン・オブライエン。
1992年、シングル「インフォーマー」、ファースト・アルバム『12インチ・オブ・スノー』でデビュー。「インフォーマー」は全米1位を獲得。『12インチ・オブ・スノー』は、アメリカだけで1300万枚を超える大ヒットとなった。

## ディスコグラフィ

### スタジオ・アルバム
- 『12インチ・オブ・スノー』 - 12 Inches of Snow (1993年、East West)
- 『マーダー・ラヴ』 - Murder Love (1995年、East West)
- 『ジャスティス』 - Justuss (1997年、East West)
- 『クーラー・コンディションズ』 - Cooler Conditions (1999年、JVC)
- Mind on the Moon (2000年、EMI)
- 『トゥー・ハンズ・クラッピング』 - Two Hands Clapping (2002年、Virgin Music)

### リミックス・アルバム
- 『リミックス』 - Remixes (1993年、East West)
- 『ベスト・リミックス・オブ・スノー』 - Best Remix of Snow (1998年、East West)

### コンピレーション・アルバム
- 『ザ・グレイテストヒッツ・オブ・スノー』 - The Greatest Hits of Snow (1997年、East West)